# Пелчиці (Вроцлавський повіт)
Пелчиці (пол. Pełczyce) — село в Польщі, у гміні Кобежиці Вроцлавського повіту Нижньосілезького воєводства.
Населення — 246 осіб (2011).
У 1975-1998 роках село належало до Вроцлавського воєводства.

## Демографія
Демографічна структура станом на 31 березня 2011 року:
|          | Загалом | Допрацездатний вік | Працездатний вік | Постпрацездатний вік |
| -------- | ------- | ------------------ | ---------------- | -------------------- |
| Чоловіки | 120     | 29                 | 89               | 2                    |
| Жінки    | 126     | 33                 | 80               | 13                   |
| Разом    | 246     | 62                 | 169              | 15                   |